# 拡散性ミリオンアーサー
『拡散性ミリオンアーサー』（かくさんせいミリオンアーサー、Kaku-San-Sei Million Arthur）は、スクウェア・エニックスのオンラインカードバトルRPG。
本作のメディアミックス作品についても本項で解説する。

## 概要
「ミリオンアーサー」のタイトル通り、アーサー王物語をテーマになぞらえて100万人のアーサー王と100万本のエクスカリバーが存在するブリテンを舞台に、プレイヤーがアーサー王の一人となって、魔法の様な超常現象や「断絶の時代」にあった古の科学技術や当時から存在する妖精の助けを用いながら「外敵」と呼ばれる存在と戦うファンタジーRPG。「豪華スタッフの集結」を謳っており、鎌池和馬は本作のシナリオをはじめ、世界観やキャラクターの性格設定などにも携わっており、さながら鎌池のライトノベルを読むような感覚で本作をプレイできるとされる。ヒャダインは本作のBGM、主題歌の作詞・作曲・編曲を手掛けている。キャラクターデザインおよびカードイラストは総勢50名以上のイラストレーターが担当する。
2011年9月15日に東京ゲームショウ2011で発表され、2012年3月16日にはスクウェア・エニックスのスマートフォン向けレーベル「SiSiLaLa OVERDRIVE」の設立と同時に、第2弾のタイトルとして発表。
スマートフォンでのサービス開始以降、その他のプラットフォームにも提供されている。いずれもアプリケーション本体を無料配信するアイテム課金制度で統一しているが、カードステータスの変更、プラットフォームごとのUIの最適化や独自機能の搭載、他作品とのコラボレーションイベントなどに差異がある。また、プラットフォーム間を行き来などする機能は無い。
ゲームのストーリー自体は最後まで無料でプレイ可能。また、キャラクターの声も無料で追加されていく。
2017年にPlayStation Vita版のサービスを終了、これによって全てのプラットフォームにおける運営が終了された。
なお、ミリオンアーサーを冠する新規タイトルも登場しており、サービスが終了した『拡散性』においては『乖離性ミリオンアーサー』が事実上の後継作となる。

### プラットフォーム一覧
スマートフォン版
iPhone (iOS) 版を2012年4月9日、Android版を2012年5月24日にそれぞれ配信を開始。iPhone版アプリは3月23日に完成し、当初は3月29日配信予定と告知していたが、Appleの審査が長引いて承認却下と再審査を繰り返していたために延期されていた。
リリース当初はマイティークラフトが開発を担当していたが、2013年4月頃からミューテーションスタジオが引継ぎ、同年7月からは同社のみが担当。2014年3月頃のバージョン3.0以降、ヘキサドライブが開発に協力している。
2015年3月30日をもってサービスを終了。
PlayStation Vita版
2013年4月11日にオープンβテストとして配信、同月16日に有料コンテンツを実装し正式サービスを開始。開発はビサイドが担当。2013年7月に画面内のカードやゲーム機本体を揺らすと一部女性キャラクターカードの胸が揺れる「乳揺れ機能」(パーティクル・フィジックス・シミュレータ、PPS)を搭載。後の2014年4月にはPPSを尻にも対応させた。
2017年4月28日をもってサービスを終了した。
ニンテンドー3DS版
2014年10月22日に配信。ニンテンドーeショップ専用ダウンロードソフト。開発はリアルスタイルが担当、運営にも関与していたが2015年11月に運営はマイクロビジョンに変更されている。一部画面が3D表示に対応する。
2015年2月10日にVer2.0.0にアップデート。ジャイロセンサーを用いた傾きによるホロカードの発光や一部女性キャラの胸や尻が揺れて『ぷるぷるする』、略してPPSを実装。その他、カード倉庫などのゲームを快適にプレイする修正を実施。
2015年6月17日にVer2.1.0にアップデート。カード交換所とチアリーショップ、カード入手率に応じてストーリーが増えていくサブストーリー、カード一覧でのイラスト表示切替などを実装。
2015年9月16日にVer2.2.0にアップデート。デッキ数、カード倉庫の拡張などのゲームを快適にプレイする修正を実施。
2015年10月21日にVer2.3.0にアップデート。シナリオ第2章「聖杯探究編」、コンボ閲覧機能などを追加。
2016年4月27日にVer2.4.0にアップデート。
2016年10月31日をもってサービスを終了した。
Amazon版（拡散性ミリオンアーサーA）
2014年11月27日に配信。Kindle Fireシリーズ(Fire OS)だけでなくAndroidにも対応しており、同機種にも対応するスマートフォン版との差別化のため「拡散性ミリオンアーサーA」のタイトルで提供されている。PPSの搭載など、PS Vita版の要素が取り入れられている。
2015年11月30日をもってサービスを終了した。

## ゲーム内容
本作ではまず、主人公となる3勢力のアーサー王の中から、1人をプレイヤーキャラクターとして選択する。ストーリーはアーサーが岩に刺さったエクスカリバーを引き抜く場面から始まり、王としてサポート妖精や配下の騎士達を従え、他のアーサーとの覇権争いや『外敵』の侵攻からブリテンを守るために戦っていく。選んだアーサーによってシナリオも3通りに異なる。
バトルはカードバトル形式で、主人公カードと手持ちの騎士カードを円卓状のデッキにセットし、そのカードによって自動で進行する。通常戦闘画面は敵キャラクターの1枚絵と相対する形だが、アーサー同士の戦闘では2D対戦ゲームのような横向きの画面になる。

## ゲームシステム・用語
レベル
プレイヤーのレベルを表す。探索やバトルで得られる経験値を一定以上溜め込むとレベルアップし、AP・BCが最大値まで回復すると同時に、その最大値を引き上げる「ステータスポイント」を獲得できる。
また、ストーリーの各章にも必要レベルが設定されている。
ゴールド(Gold / G)
秘境探索やバトル、カードの売却によって得られ、カードの合成で消費する通貨。
MC（ミリオンコイン）
ゲーム内でAP・BC回復薬などのアイテムの購入、ガチャの購入に必要な通貨。クレジットカードや電子マネーなど、各プラットフォームの決済機能を利用して購入する。
BC (BATTLE COST)
1分で1回復し、バトルを行う際、使用したデッキに応じて消費する。
秘境
3分で1回復する「AP (ACTION POINT)」を消費して探索するマップ。「エリア」と呼ばれる階層で区分けされており、エリアを進行すると消費AP量も比例して増えていく。
探索するごとに経験値とゴールドを入手でき、度々エリアに応じたカードや「因子のカケラ」を入手できる。
秘境の最深部の「秘境守護者」にバトルで勝利すると、報酬の入手と共に、新しい秘境が追加される。
また、ゲーム内イベントに応じた期間限定秘境の設置、スマートフォン版のみ曜日限定秘境も設置されている。
因子のカケラ
1つの秘境に9つあるアイテム。全て集めると因子に応じたカード1枚を入手できる。
プレイヤー1人(1勢力)では9つのうち3つを探索で手に入れることができないため、「因子バトル」による対人戦で奪取する必要がある。
また、奪取を防止する「フェイクカード」が有料アイテムとして販売されている。
妖精 / 強敵
ストーリーバトルの敵キャラクター、秘境守護者よりも強力なボスキャラクター（レイドボス）。ゲーム内イベントに応じて期間限定で探索中に出現、一定時間で逃走する。
自分が出現させた妖精に敗北した場合、フレンドに対し「救援要請」が行われる。勝利すると発見者、参加者全員に報酬が与えられる。
妖精/強敵によっては撃破しても強化して復活する「覚醒」を持っており、更にこれに勝利すると覚醒前よりも質の高い報酬が与えられる。
スマートフォン版のみ、最初に発見すると、一度だけBCを消費せずに戦闘することができる。メインターゲットとサブターゲットに分かれている場合があり、報酬が異なる。また弱点のジョブが設定されている。

### カード・デッキ関連
カード
カード1枚ごとにレアリティ、コスト、HP、ATK、勢力、スキル、レベルが設定されており、一部を除きキャラクター設定に準ずる「型」がカード名に含まれている。
素材となるカードとゴールドを消費、合成させることでレベルアップし、HP、ATKが上昇する。
カードの上限レベルに達すると「AROUSAL」が発生し、カードイラストが変化する。また、同名カード同士の合成で上限レベルを引き上げる「限界突破」も可能。
レアリティ
低いものから順に、NORMAL、NORMAL+、RARE、RARE+、SUPER RARE、SUPER RARE+の6段階。スマートフォン版のみ、最上位としてMILLION RAREが存在する。
ホロカード
一部の入手方法限定かつ同レアリティよりも稀な確率で入手できるカード。実際のトレーディングカードのホログラム加工を模したエフェクトが追加されている。
同名の通常カードよりも高い上限レベルが設定されており、上限レベル達成時のステータスも向上する。
デッキ
1列3枚×4列=最大12枚のカードによって成立し、1ターンに1列ずつ攻撃を行っていく。
同名カードを入れること、デッキのコストがBCの最大値を超えることはできない。現在のBC回復値がデッキのコストを下回った場合、使用可能カードだけが自動で選ばれる。
HP
カードおよびデッキの体力を表し、これをゼロにした側が勝利する。
ATK
カードおよびデッキ1列での攻撃力を表し、相手HPに1ターンで与えるダメージの目安となる。
勢力
キャラクターが所属する勢力を表す、カード左上のアイコン。
自分と同じ勢力のカードはHPが上昇し、相手キャラクターの対勢力のカードはATKが上昇する。
対勢力は剣術の城（赤）→技巧の場（緑）→魔法の派（青）→剣術の城の三すくみが設定されているが、妖精（紫）はこれに含まれない。
SUPERゲージ
1ターンに5%ずつ加算されていき、100%になるとターン開始直前に「エクスカリバー」による強力な攻撃を発動する。ゲームのプレイ中、ゲージ量は常時持ち越し可能。
スキル
カード1枚ごとに設定された固有の効果。攻撃を行う1列のうち、1枚だけが発動することがある。
カードによって発動条件や発動率も異なるが、主にATK上昇やHP回復の効果を持つ。
バトル勝利時にのみ発動するもの、戦闘と無関係なスキル、スキルを持たないものも少数存在する。
コンボ
複数枚のカードを特定の組み合わせでデッキに入れた場合に発動する追加効果。
スキル発動率アップ、エクスカリバーの攻撃力アップなど、スキル以上に多彩な効果を持つ。
スマートフォン版ではランダムで発動。その他プラットフォーム版では必ず発動し、「必ず発動するスキル」として扱うカード1枚で発生するコンボもある。

### スマートフォン版のみのシステム
騎士団
プレイヤーがランダムに選ばれて騎士団を結成し、共に強敵と戦う。ライバル騎士団が設定されており、日毎に貢献度で勝利するとより高い報酬がもらえる。
2012年末に導入されたものの非常に不評であり、2013年のアップデートで全員参加から任意で騎士団に加入できる外敵迎撃戦へとリニューアルされた。
また外敵とのバトル方式も若干の変更があり、BCを消費しなくなりかわりに強敵を倒すことによって必ず手に入るブリテン出撃依頼書(最大20枚まで所有可能)という物を使用する事になった。
ジョブ
1つだけ選択しなければならないが、自由に付け替えることができる。バトル時にアビリティを発動し、ダメージを与えたり回復したりすることができる。強敵には弱点のジョブが設定されており、戦闘を有利に進められる。どの派閥でも最初は2種類からしか選べないが、ジョブのレベルを上げていくとどの派閥でも同じジョブを習得することができる。
弱点となるジョブにはイベント専用（『妹』や『生徒会長』等）も含まれておりゲームを始める時期によっては弱点を突く事が不可能な場合がある。
貢献度
戦闘終了時に計算されるポイント。強敵に高いダメージを与えたり、戦闘終了時に残りHPが多かったりするとより多くもらうことができる。

## ストーリー
先代の王ウーサーにより一つに纏まろうとしていたブリテン。しかしウーサーの消失により、再び時代は覇権争いの戦乱へと突入してしまう。さらに海の越えた大陸から巨大勢力、通称「外敵」がこれを好機と見てブリテンへの侵攻を再開する。
この事態を解決するため、ブリテン南部にあるキャメロット都市群は新たなる王を選出するための剣、エクスカリバーを制作する。しかし制作されたそれは一本ではなく、100万人以上が剣を抜くことになった。100万人の「アーサー」の力で外敵へ対抗しつつ、王の力を競うことで真の王を決める戦いが始まった。
一方でエクスカリバーによって選ばれた王を良しとしない「11人の支配者」との内乱が勃発。事態はより複雑に絡み合い、それぞれの思惑や策略が重なりあって戦いは混迷を極めていく。

## 登場キャラクター
※キャストはゲーム及びWebアニメ『弱酸性ミリオンアーサー』のみ記載。ドラマバラエティ番組『実在性ミリオンアーサー』に関しては#テレビドラマの項目または別途該当記事を参照。
各勢力名は、ゲームでは日本語表記を英語で発音し、『実在性ミリオンアーサー』では日本語で発音しているため、本項でも併記する。

### 剣術の城
ブレードプロテクト / けんじゅつのしろ
アーサー -剣術の城-
声 - 宮野真守 / キャラクターデザイン - はいむらきよたか
エクスカリバーに選ばれた王の一人。正義感に強く、道理を外れたことに対しては怒りを表す。
公式イベントや『実在性ミリオンアーサー』のインタビューほか、スタッフ・キャストからは「剣サー（けんさー）」の通称で呼ばれている。コミカライズ作品『拡散性ミリオンアーサー -群青の守護者-』での名前は「イオス」。
フェイ
声 - 伊藤かな恵 / キャラクターデザイン - はいむらきよたか
アーサーをサポートする妖精。アーサーには敬語で接する。
更新データのダウンロード画面では、ゲーム開始時にどの派閥を選んでもフェイが登場する。
ランスロット
声 - 神谷浩史 / キャラクターデザイン - 黒星紅白
「湖」で造られた、アーサーの代では最古に当たる騎士。落ち着いた性格。「湖の騎士」と呼ばれる。剣術の城のストーリーにメインキャラクターとして登場する。

### 技巧の場
テクノスミス / ぎこうのば
アーサー -技巧の場-
声 - 佐藤利奈 / キャラクターデザイン - 田中雄一
エクスカリバーに選ばれた王の一人。粗暴な性格で口が悪い。両性愛の気があり、よく美少女や美少年に手を出そうとしている。
他のアーサーと同様にスタッフやキャストからの通称は「技ーサー（ぎーさー）」、『群青の守護者』での名前は「リグ」。
リーフェ
声 - 喜多村英梨 / キャラクターデザイン - はいむらきよたか
アーサーをサポートする妖精。フェイやエルと比べて、容姿･性格ともに大人びている。
ガウェイン
声 - 浪川大輔 / キャラクターデザイン - 凪良
「湖」で造られた、アーサーの代では最古に当たる騎士。熱い性格。語尾に不自然な「〜かよ」を付けて話す。技巧の場のストーリーにメインキャラクターとして登場する。

### 魔法の派
ソーサリーキング / まほうのは
アーサー -魔法の派-
声 - 釘宮理恵 / キャラクターデザイン - BUNBUN
エクスカリバーに選ばれた王の一人。女性のように見える容姿をしているが、男性。周りの人間に振り回されることが多いが、ここぞという時には強い意志を示す。
他のアーサーと同様にスタッフやキャストからの通称は「魔ーサー（まーさー）」、『群青の守護者』での名前は「アート」。
エル
声 - 井口裕香 / キャラクターデザイン - はいむらきよたか
アーサーをサポートする妖精。見た目は子供のようであり、たまに容姿相応の子供らしい言動を見せる事もある。
ガラハッド
声 - 花澤香菜 / キャラクターデザイン - BUNBUN
ランスロットの因子構造をベースに製造された騎士。長い金髪の麗しき女性。「断絶の時代」の技術に関することになると我を忘れたりいい加減な発言が目立つが、その実アーサーに付き従い支えている。魔法の派のストーリーにメインキャラクターとして登場する。

### キャメロット
マーリン
声 - 佐々木省三 / キャラクターデザイン - 田中雄一
魔法使いの老翁。戦いの計画を立案し、アーサーたちに指示を送る参謀的な役割を担う。裏ではウーサー王の擁立、100万人のアーサー王の選定といった騒動の一部を「戴冠作戦」として計画、暗躍していた。
真実を知ったアーサーに反乱を起こされ敗北、逃亡。直後、更なる「戴冠作戦」を行うためニムエにアヴァロンへ干渉するよう命令し、危機的状況に備えていたシェルターに潜ろうとするが、ニムエの自己判断によって「殺害以外は禁じられていない」と27万9001年幽閉されることとなる。
グィネヴィア
声 - 伊瀬茉莉也 / キャラクターデザイン - 田中雄一
ブリテン中央のカメリアド領を治める、円卓を管理する一族の王女。円卓の現管理者。初対面のアーサーを何度も殴りつけるなど、暴力的な素行が目立つ。
ニムエ
声 - 小倉唯 / キャラクターデザイン - refeia
マーリンの命令によって活動する妖精。モードレッドが不完全ながら翻訳用の魔法をかけてからはノイズ混じりの音声で話す。
モードレッド
声 - 福山潤 / キャラクターデザイン - BUNBUN
100万人のアーサーとモルゴースの因子を掛け合わせて造られた“生まれる前から裏切ることを設定された騎士”。全てのアーサーの因子を持つため、戦闘の際には即座にアーサーの弱点を検索し、最適の一撃を放つことができる。しかし本人はブリテンのことを真剣に憂いており、宿命付けられた裏切りを拒絶していた。アーサーの説得に呼応し、「王国の審判役」として自らの意義を見出す。その後、アヴァロンを巡る派閥争いで内政が疎かになり、一部の兵士達の狼藉、それに気付かないアーサー達を憂い、結果的に反乱を起こす。

### 敵勢力
ロット
声 - 置鮎龍太郎 / キャラクターデザイン - 蔵中
11人の支配者の一人で、武力を重んじるオークニーの王。実質的に11人の支配者の中心となっている人物で、2大派閥の長でもある。誇り高い騎士道精神を持ち、その精神に反する者は、例え同じ支配者であっても容赦無く切り捨てる。全ての元凶はエクスカリバーであると考え、エクスカリバーに選ばれなかった事に対し執着している様子を見せていたため、アーサーからの提案でエクスカリバーを貸し出され勝負をするが、それでも勝てずに敗北。自らの招いた騒動に決着を付けようと死を覚悟するが、その命は民のために使うべきだとアーサー達に生かされる。
ユリエンス
声 - 佐藤拓也 / キャラクターデザイン - 蔵中
11人の支配者の一人で、魔法要塞ゴアの王。ロット王勢力とは対となる2大派閥の長。作戦立案能力や政治的能力、魔法の技術に長けており、魔女のモーガンと手を組んで魔法兵器「ドラグーンファング」を開発、「外敵」を利用してソールズベリーを襲撃するが、アーサー達に敗北する。ロット王の敗北後、敗軍した王の務めとして、臣下を安全に降伏させる目的で残った11人の支配者や残党を集めてアーサー達に包囲してもらおうと憎まれ役を買って出る。その後はホワイトワイバーンの起動でキャメロットが危機的状況に陥った際、アーサー達に協力する姿勢を見せる。
ブランデゴリス
声 - ボイスなし / キャラクターデザイン - 蔵中
11人の支配者の一人で、ストランゴルの王。防衛戦でアーサー達を妨害し、ロット王に協力を求めるが、私欲と個人の名誉のため「外敵」に手を貸して民に犠牲を用いたとしてロット王に粛清される。
リエンス
声 - 勝杏里 / キャラクターデザイン - 蔵中
エクスカリバーが抜けず、11人の支配者にも選ばれなかった事に劣等感を持つ。目的の為ならば臣下の命を盾にする事も厭わない。「11人の支配者」に入ろうとカメリアド領を襲い、王女グィネヴィアを攫って手土産にしようとするが、アーサー達に敗北し撤退。その後も11人の支配者に取り入ろうとロット王に補給物資の増援を申し出るが、資質が無いと見下された事で逆上した所をロット王に切り捨てられる。
モルゴース
声 - 明坂聡美 / キャラクターデザイン - 田中雄一
3人の魔女の長女。騎士の因子に関して長けた能力を持ち、騎士を弱体化させたりモードレッドを製造する。マーリンの計画に否定的な考えを持ち、妹達と供に11人の支配者と合流する。
エレイン
声 - 新井里美 / キャラクターデザイン - 田中雄一
3人の魔女の次女。薬物科学や情報操作に長け、変装を得意とする。マーリンの計画を裏から監視し、アーサーに計画資料の断片とウーサー王の関係者の裏事情を横流しする。
モーガン
声 - 悠木碧 / キャラクターデザイン - 田中雄一
3人の魔女の三女。フルネームは「モーガン・ル・フェイ」。回りくどい策などを好まず、直接的な行動を好む攻撃的な性格。言動は凶暴で残虐。ユリエンス王と手を組み、魔法兵器「ドラグーンファング」を完成させようとしている。

## 作中用語
エクスカリバー
王の器を量る剣。この剣を抜くことはブリテンの王を決める儀式であるため抜ける者は限られているはずだが、実際には100万人を超える数の適合者がいた。また、エクスカリバー自体もどこかしらでそれに該当する剣がブリテン中に多く存在し、後続シリーズでは一斉に抜かれたというわけではなく、何らかの施設や野ざらしのところを偶然見つけたことでアーサーとなった事例も多い。一応剣ではあるが、抜かれた後に剣以外の形を取ることもある。
メインストーリーにおける主人公は「98万3067人目」となる。アーサーとなったものは、そのまま「アーサー」と呼ばれる以外にもその特徴に応じて○○アーサーと呼ばれる。
円卓模型
「騎士」の力を使うため、アーサーに渡された円卓（円盤）状の道具。騎士カードをセットして使用することにより、エクスカリバーによって騎士を指揮することができる。
剣術の城のアーサーは左腕に、魔法の派のアーサーは剣と一体化させているようだが、技巧の場のアーサーには外見上このパーツが見られず、『実在性ミリオンアーサー』ではそれについての言及もある。
湖
「騎士」やエクスカリバーを製造するための施設。「断絶の時代」の技術で造られたものを、マーリンが不完全ながら修復した。
騎士
「因子」を使って「湖」によって製造される、アーサーに仕える存在。いわゆる人造人間であり、厳密には人間ではなく、その一つとして歳を取らない。
因子
湖で騎士を製造するための「生命を作る設計図」の元となるもの。人間や騎士などから採取され、同じ因子から作られた騎士は能力などに共通点がある。
抽象的な概念なども内包できる遺伝子よりも高度な存在のようであり、ストーリー本編には登場しないものも含めたキャラクターの説明文によると、「堕天使」「鵺」といった伝説上の生物、「（魂のようなものを持った）魔剣」のような無機物まで、幅広く採取の対象になっている。
断絶の時代
今から数百年前に滅んだ文明。人と妖精が共存しており、妖精の力によって様々な精密機器が利用されていた。遺跡はブリテンの森や海底などに残されている他、火山・河川・砂丘・平原なども「断絶の時代」に手が加えられており、これが現在でも魔法の力を支えている。
フェイ・リーフェ・エルの会話には、「マイクロウェーブ」「リニアモーターカー」「ネットワーク」「メール」「送信元アドレス」「ソフト」など、現代や未来の技術を想起させる単語が頻出する。
妖精
遥か昔よりブリテンに住む人間ならざるもの。人間と言葉を交わすことはできないが、アーサーたちのサポート妖精など一部の者はマーリンの魔法により言語による意思疎通が可能である。森や遺跡を好むため、「断絶の時代」では妖精のために植物園のようなものが造られていた。しかしそれも長い年月の内に普通の森と区別がつかなくなっている。
サポート妖精のようにブリテンの人間と協力するものもいれば、「ファルサリア」のような自律的に動き脅威をもたらす妖精も存在する。
外敵
海の向こうの大陸からブリテンに侵攻する巨大勢力。それまで先代の王ウーサーの力によって抑えられていたが、ウーサーの消失により再び侵攻を開始する。優れた工学技術を持つがために環境の汚染が広がり、魔法資源が無くなってしまい人間が使う魔法の技術を殆ど持っていない。そのため、「外敵」はブリテンで使われている魔法のことを何らかの特殊な技術だと考えているのではないかと言われている。例外として古来よりドラゴンを飼い慣らす術が使われている。
本作の主要人物や舞台がアーサー王物語のものと同じであるように、外敵側大陸の地名や皇帝ルキウスの存在など、外敵はローマ帝国に近いものとして描かれている。
11人の支配者
ブリテンの各地方を治める11名の領主たち。ロット王、ユリエンス王、ネントレス王、イドレス王、クラリアンス王、ブランデゴリス王、クラデルメント王、アングィッシュ王、カラドス王、カンベネット公。エクスカリバーによってのみ選定され成り上がったアーサーを王とする統治を認めず、自分たちこそが国を治めるべきと考え、魔女と結託しキャメロットに対して反乱を起こす。
3人の魔女
元は人間であったが、魔法により人工的に妖精の性質をその身に取り入れた者たち。父・ゴルロイスを「第1期戴冠作戦」によって失ったことからマーリンの計画の打倒を目的としており、11人の支配者も利用しようとする。
ドラグーンファング
ユリエンス王が魔女モーガンと手を組んで開発していた大規模魔法兵器。
戴冠作戦
第1期
先代ブリテン王ウーサーを対象に行われていた計画。理想の王として「改造」を続けた結果、精神の不安定と攻撃性の増幅を招き、イグレーンの略取と夫・ゴルロイス殺害のための戦争を引き起こしてしまう。
第2期
主人公を含めた100万人のアーサーを対象に行われていた計画。王の乱立によって各々の美点などから「理想的な王」を想像させる一方で、内乱による犠牲も止むを得ないものであるとしていた。
第3期
第2期の失敗を前提とし、理想的な王を逆算した「最適化された王」、騎士コンスタンティンを製造するための計画。『実在性ミリオンアーサー』ではコンスタンティンの固有名詞やイメージイラストが登場するものの、人物としては登場しない。

## スタッフ・キャスト
- プロデューサー - 岩野弘明、安藤武博[26]
- シナリオ - 鎌池和馬
- 音楽 - ヒャダイン
- オープニングアニメ制作 - J.C.STAFF
- カードイラスト（クレジット削除前）[1][2][6]
はいむらきよたか、田中雄一、左、竹岡美穂、凪良、文倉十、ヤスダスズヒト、BUNBUN、原田たけひと、黒星紅白、駒都えーじ、てぃんくる、VOFAN、るろお、ヤス、モタ、柴乃櫂人、森沢晴行、狐印、閏月戈、赤りんご、CHAN×CO、八宝備仁、refeia 他
2014年3月24日、公式Twitterアカウントにて「諸事情により実装が困難」であるとして、公式サイトから一部イラストレーター（駒都えーじ、ヤスダスズヒトの2名）のクレジットが削除されている[27]。
- キャラクターボイス[1][2][6]
宮野真守、佐藤利奈、釘宮理恵、伊藤かな恵、喜多村英梨、井口裕香、小倉唯、伊瀬茉莉也、神谷浩史、浪川大輔、花澤香菜、福山潤、佐々木省三、明坂聡美、新井里美、悠木碧、置鮎龍太郎

## 主題歌
「Million of Bravery」
歌 - ちょうちょ / 作詞・作曲・編曲 - 前山田健一
コラボアイテムとして、CDの初回生産分には特典カード「共鳴型シシララ・パピヨンソード」が封入されている。主題歌を歌うちょうちょをイメージして作られており、裏面に書かれたシリアルコードを入力することでゲーム内で使用できる。

## コラボレーション
過去に行われた他作品とのコラボレーション。コラボレーションカードの配信期間が早い順に掲載。

## 関連作・メディアミックス

### 書籍
漫画
- 弱酸性ミリオンアーサー - アプリ内で2012年夏頃から連載されている「ほぼ週刊4コマ漫画」。画：ちょぼらうにょぽみ。2015年11月20日から本作のWebアニメを配信。
  - 弱酸性ミリオンアーサー（2016年3月31日発売、ISBN 978-4-04-733131-0）
- 拡散性ミリオンアーサー ファニーガイズ型4コマ - ヤングガンガンにて連載された。画：倉林青。
  - 拡散性ミリオンアーサー ファニーガイズ型4コマ（2014年1月25日発売[30]、ISBN 978-4-7575-4186-3）
- 晴れ、ときどきミリオンアーサー - 月刊ビッグガンガンにて連載された。画：とりうみいたち。
  - 晴れ、ときどきミリオンアーサー（2014年1月25日発売[31]、ISBN 978-4-7575-4187-0）
- 拡散性ミリオンアーサー -群青の守護者- - 月刊コミック電撃大王2013年6月号より2015年5月号まで連載。画：楓月誠。
  - 拡散性ミリオンアーサー -群青の守護者- 1 （2014年1月27日発売[32]、ISBN 978-4-04-866016-7）
  - 拡散性ミリオンアーサー -群青の守護者- 2 （2014年3月27日発売[33]、ISBN 978-4-04-866397-7）
  - 拡散性ミリオンアーサー -群青の守護者- 3 （2015年3月27日発売[34]、ISBN 978-4-04-869311-0）

画集
- 拡散性ミリオンアーサー 画集（2012年8月10日発売[35]、ISBN 978-4-7575-3718-7）
- 拡散性ミリオンアーサー 画集 VOL.2（2013年1月31日発売[36]、ISBN 978-4-7575-3872-6）

### キャラクターソング
発売元はいずれもランティス。
| 発売日         | タイトル              | 規格品番   |
| -------------- | --------------------- | ---------- |
| 2013年11月20日 | 1 アーサー -技巧の場- | LACM-14136 |
| 2013年11月20日 | 2 ニムエ              | LACM-14137 |
| 2014年12月24日 | 3 グィネヴィア        | LACM-14296 |
| 2014年12月24日 | 4 輝夜                | LACM-14297 |

### テレビドラマ
『実在性ミリオンアーサー』のタイトルで2014年10月3日から2015年3月28日まで放送。「拡散性ミリオンアーサーの世界が実在したら？！」をコンセプトに制作されたドラマバラエティ番組であり、住田崇、熊本浩武、オークラ、土屋亮一、奥村愛子、ニイルセンなど『戦国鍋TV』を手掛けたスタッフが多く関わっている。
キャスト
- アーサー 剣術の城 - 楠世蓮
- アーサー 技巧の場 - 藤嵜亜莉沙
- アーサー 魔法の派 - 水越朝弓
- ランスロット - 横田美紀
- ガウェイン - 風間亜季
- ガラハッド - 柳ゆり菜
- フェイ - 井之上史織
- リーフェ - 村上友梨
- エル - 白石光
- マーリン - 夢眠ねむ
- グィネヴィア - 田中美晴
- ニムエ - 佐藤麗奈
- モードレッド - ルウト
- ロット - 綾那
- ユリエンス - 市道真央
- ブランデゴリス - 近藤ゆき
- リエンス - 文山恵
- モルゴース - 護あさな
- エレイン - 加田穂乃華
- モーガン - 野口真緒
- 兵士 - 大口与枝

ナレーション
- 銀河万丈
- 清川元夢
- 沢田敏子
- 清水秀光
- 脇坂京子